# Sherlock Holmes (serie de filme din 1931)

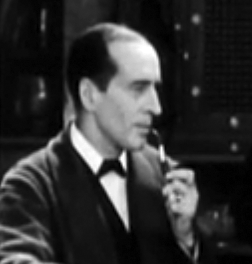
Arthur Wontner ca Sherlock Holmes în The Sleeping Cardinal

Sherlock Holmes este o serie de cinci filme din 1931 până în 1937 în care Arthur Wontner a interpretat rolul titular. Wontner a obținut rolul lui Sherlock Holmes datorită interpretării lui Sexton Blake, imitația lui Holmes, într-o producție de teatru din 1930.
Ian Fleming a interpretat rolul Dr. Watson, iar Lyn Harding a jucat rolul Profesorul Moriarty. Seria nu are loc în perioada victoriană a povestirilor originale, acestea au fost actualizate într-un cadru contemporan lansării filmelor.

## Lista filmelor
- The Sleeping Cardinal (1931) (titlu american: Sherlock Holmes' Fatal Hour), bazat pe două povestiri ale lui Doyle, „Ultima problemă” și „Casa pustie”[4][5]
- The Missing Rembrandt (1932) (considerat film pierdut), bazat pe „Aventura lui Charles Augustus Milverton”[4][5]
- Semnul celor patru (1932)
- The Triumph of Sherlock Holmes (1935), bazat pe romanul Valea terorii[4][6]
- Stea-de-Argint (1937) (titlu american: Murder at the Baskervilles, lansat în 1941),[7] bazat pe  „Stea-de-Argint”[4]

Dintre cele cinci filme în care Wontner l-a interpretat pe Sherlock Holmes, The Missing Rembrandt nu mai este disponibil. Este oficial un film pierdut.
Silver Blaze a fost redenumit Murder at the Baskervilles la lansarea sa în SUA pentru a profita la maximum de publicitatea care fusese generată de versiunea lui Basil Rathbone a The Hound of the Baskervilles.
După ce a văzut The Sleeping Cardinal, Vincent Starrett a spus: „Cu siguranță că nu va fi văzut și auzit în filme un Sherlock Holmes mai bun decât Arthur Wontner, în timpul nostru.”

## Privire generală
| Titlu                                                              | An   | Regizor           | Distribuție                                 | Bazat pe                                                 | Ref.         |
| ------------------------------------------------------------------ | ---- | ----------------- | ------------------------------------------- | -------------------------------------------------------- | ------------ |
| The Sleeping Cardinal (titlu SUA: Sherlock Holmes' Fatal Hour)     | 1931 | Leslie S. Hiscott | Arthur Wontner, Ian Fleming                 | "The Adventure of the Empty House" & "The Final Problem" | [ 4 ] [ 5 ]  |
| The Missing Rembrandt (film pierdut)                               | 1932 | Leslie S. Hiscott | Arthur Wontner, Ian Fleming                 | "The Adventure of Charles Augustus Milverton"            | [ 4 ] [ 5 ]  |
| The Sign of Four: Sherlock Holmes' Greatest Case                   | 1932 | Graham Cutts      | Arthur Wontner, Ian Hunter & Graham Soutten | The Sign of the Four                                     |              |
| The Triumph of Sherlock Holmes                                     | 1935 | Leslie S. Hiscott | Arthur Wontner, Lyn Harding                 | The Valley of Fear                                       | [ 4 ]        |
| Silver Blaze (titlu SUA: Murder at the Baskervilles, release 1941) | 1937 | Thomas Bentley    | Arthur Wontner, Ian Fleming, Lyn Harding    | "The Adventure of Silver Blaze"                          | [ 11 ] [ 4 ] |